# Maserati 4CLT
Maserati 4CLT/48 oraz Maserati 4CLT/50 – samochody używane w Formule 1 stajni Maserati. Uczestniczyły w 14 wyścigach w latach 1950-1952, zaliczając jedno podium.

## Wyniki w Formule 1
| Legenda oznaczeń w tabelach wyników Wyświetl szablon na nowej stronie | Legenda oznaczeń w tabelach wyników Wyświetl szablon na nowej stronie                                                                     |
| Oznaczenie                                                            | Wyjaśnienie |
| --------------------------------------------------------------------- | --- |
| Złoty                                                                 | Zwycięzca lub mistrzostwo |
| Srebrny                                                               | 2. miejsce lub wicemistrzostwo |
| Brązowy                                                               | 3. miejsce lub II wicemistrzostwo |
| Zielony                                                               | Ukończył, punktował (w klasyfikacji generalnej, gdy zdobył co najmniej jeden punkt na przestrzeni sezonu, poza trzema powyższymi opcjami) |
| Niebieski                                                             | Ukończył, nie punktował (w klasyfikacji generalnej, gdy nie zdobył co najmniej jednego punktu na przestrzeni sezonu)                      |
| Czerwony                                                              | Nie zakwalifikował się (NZ) |
| Czerwony                                                              | Nie prekwalifikował się (NPK) |
| Różowy                                                                | Nie ukończył (NU) |
| Różowy                                                                | Niesklasyfikowany (NS) (w klasyfikacji generalnej, gdy nie został sklasyfikowany w żadnym wyścigu sezonu)                                 |
| Czarny                                                                | Zdyskwalifikowany (DK) |
| Czarny                                                                | Wykluczony (WYK/EX) |
| Biały                                                                 | Nie wystartował (NW) |
| Biały                                                                 | Kontuzjowany (K/INJ) |
| Biały                                                                 | Wyścig odwołany (OD/C) |
| Bez koloru                                                            | Został wycofany (WYC/WD) |
| Bez koloru                                                            | Nie przybył (NP/DNA) |
| Bez koloru                                                            | Nie brał udziału w treningach (NT/DNP) |
| Bez koloru                                                            | Nie został zgłoszony (–) |
| Pogrubienie                                                           | Start z pole position |
| Kursywa                                                               | Najszybsze okrążenie wyścigu |
| †                                                                     | Nie ukończył, ale jego rezultat został zaliczony ze względu na przejechanie więcej niż 90% dystansu wyścigu.                              |
| *                                                                     | Sezon w trakcie |
| 1/2/3                                                                 | Punktowana pozycja w sprincie kwalifikacyjnym                                                                                             |
| Lista systemów punktacji Formuły 1                                    | |

| Sezon | Zespół                    | Silnik                          | Opony | Kierowcy                | Wyniki w poszczególnych wyścigach | Wyniki w poszczególnych wyścigach | Wyniki w poszczególnych wyścigach | Wyniki w poszczególnych wyścigach | Wyniki w poszczególnych wyścigach | Wyniki w poszczególnych wyścigach | Wyniki w poszczególnych wyścigach | Wyniki w poszczególnych wyścigach | Wyniki kierowców | Wyniki kierowców | Wyniki konstruktora | Wyniki konstruktora |
| 1950  |                           |                                 |       |                         | Wielka Brytania                   | Monako                            | Stany Zjednoczone                 | Szwajcaria                        | Belgia                            | Francja                           | Włochy                            |                                   | Pkt.             | Msc.             | Pkt.                | Msc.                |
| ----- | ------------------------- | ------------------------------- | ----- | ----------------------- | --------------------------------- | --------------------------------- | --------------------------------- | --------------------------------- | --------------------------------- | --------------------------------- | --------------------------------- | --------------------------------- | ---------------- | ---------------- | ------------------- | ------------------- |
| 1950  | Scuderia Ambrosiana       | Maserati 4CLT L4                | D     | David Hampshire         | 9                                 | -                                 | -                                 | -                                 | -                                 | NU                                | -                                 |                                   | 0                | NS               | -                   | -                   |
| 1950  | Scuderia Ambrosiana       | Maserati 4CLT L4                | D     | David Murray            | NU                                | -                                 | -                                 | -                                 | -                                 | -                                 | NU                                |                                   | 0                | NS               | -                   | -                   |
| 1950  | Scuderia Ambrosiana       | Maserati 4CLT L4                | D     | Reg Parnell             | -                                 | -                                 | -                                 | NP                                | -                                 | NU                                | NP                                |                                   | 0                | NS               | -                   | -                   |
| 1950  | Officine Alfieri Maserati | Maserati 4CLT L4                | P     | Louis Chiron            | NU                                | 3                                 | -                                 | 9                                 | -                                 | NU                                | NU                                |                                   | 4                | 10               | -                   | -                   |
| 1950  | Officine Alfieri Maserati | Maserati 4CLT L4                | P     | Franco Rol              | -                                 | NU                                | -                                 | K                                 | -                                 | NU                                | NU                                |                                   | 0                | NS               | -                   | -                   |
| 1950  | Enrico Platé              | Maserati 4CLT L4                | P     | Prince Bira             | NU                                | 5                                 | -                                 | 4                                 | -                                 | -                                 | NU                                |                                   | 5                | 8                | -                   | -                   |
| 1950  | Enrico Platé              | Maserati 4CLT L4                | P     | Emmanuel de Graffenried | NU                                | NU                                | -                                 | 6                                 | -                                 | -                                 | 6                                 |                                   | 0                | NS               | -                   | -                   |
| 1950  | Scuderia Achille Varzi    | Maserati 4CLT L4                | P     | José Froilán González   | -                                 | NU                                | -                                 | K                                 | -                                 | NU                                | -                                 |                                   | 0                | NS               | -                   | -                   |
| 1950  | Scuderia Achille Varzi    | Maserati 4CLT L4                | P     | Alfredo Pián            | -                                 | NW                                | -                                 | -                                 | -                                 | -                                 | -                                 |                                   | 0                | NS               | -                   | -                   |
| 1950  | Scuderia Achille Varzi    | Maserati 4CLT L4                | P     | Nello Pagani            | -                                 | -                                 | -                                 | 7                                 | -                                 | -                                 | -                                 |                                   | 0                | NS               | -                   | -                   |
| 1950  | Scuderia Achille Varzi    | Maserati 4CLT L4                | P     | Franco Comotti          | -                                 | -                                 | -                                 | -                                 | -                                 | NP                                | -                                 |                                   | 0                | NS               | -                   | -                   |
| 1950  | Paul Pietsch              | Maserati 4CLT L4                | P     | Paul Pietsch            | -                                 | -                                 | -                                 | -                                 | -                                 | -                                 | NU                                |                                   | 0                | NS               | -                   | -                   |
| 1951  |                           |                                 |       |                         | Szwajcaria                        | Stany Zjednoczone                 | Belgia                            | Francja                           | Wielka Brytania                   | Niemcy                            | Włochy                            |                                   | Pkt.             | Msc.             | Pkt.                | Msc.                |
| 1951  | Enrico Platé              | Maserati 4CLT L4                | P     | Louis Chiron            | 7                                 | -                                 | -                                 | -                                 | -                                 | -                                 | -                                 | -                                 | 0                | NS               | -                   | -                   |
| 1951  | Enrico Platé              | Maserati 4CLT L4                | P     | Harry Schell            | 12                                | -                                 | -                                 | NU                                | -                                 | -                                 | -                                 | -                                 | 0                | NS               | -                   | -                   |
| 1951  | Enrico Platé              | Maserati 4CLT L4                | P     | Emmanuel de Graffenried | -                                 | -                                 | -                                 | NU                                | -                                 | NU                                | -                                 | -                                 | 0 (2)            | 17               | -                   | -                   |
| 1951  | Scuderia Milano           | Milano 1.5L 4C Maserati 4CLT 4L | P     | Onofre Marimón          | -                                 | -                                 | -                                 | NU                                | -                                 | -                                 | -                                 | -                                 | 0                | NS               | -                   | -                   |
| 1951  | Scuderia Milano           | Milano 1.5L 4C Maserati 4CLT 4L | P     | Francisco Godia         | -                                 | -                                 | -                                 | -                                 | -                                 | -                                 | -                                 | 10                                | 0                | NS               | -                   | -                   |
| 1951  | Scuderia Milano           | Milano 1.5L 4C Maserati 4CLT 4L | P     | Juan Jover              | -                                 | -                                 | -                                 | -                                 | -                                 | -                                 | -                                 | NU                                | 0                | NS               | -                   | -                   |
| 1951  | Scuderia Ambrosiana       | Maserati 4CLT 4L                | D     | David Murray            | -                                 | -                                 | -                                 | -                                 | NU                                | NW                                | -                                 | -                                 | 0                | NS               | -                   | -                   |
| 1951  | John James                | Maserati 4CLT 4L                | D     | John James              | -                                 | -                                 | -                                 | -                                 | NU                                | -                                 | -                                 | -                                 | 0                | NS               | -                   | -                   |
| 1951  | Antonio Branca            | Maserati 4CLT 4L                | P     | Antonio Branca          | -                                 | -                                 | -                                 | -                                 | -                                 | NU                                | -                                 | NP                                | 0                | NS               | -                   | -                   |
| 1951  | Prince Bira               | OSCA 4500 V12                   | P     | Prince Bira             | -                                 | -                                 | -                                 | -                                 | -                                 | NP                                | -                                 | NU                                | 0                | NS               | -                   | -                   |
| 1952  |                           |                                 |       |                         | Szwajcaria                        | Stany Zjednoczone                 | Belgia                            | Francja                           | Wielka Brytania                   | Niemcy                            | Holandia                          | Włochy                            | Pkt.             | Msc.             | Pkt.                | Msc.                |
| 1952  | Enrico Platé              | Maserati Platé 2.0 L4           | P     | Emmanuel de Graffenried | 6                                 | -                                 | -                                 | NU                                | 19                                | -                                 | -                                 | NZ                                | 0                | NS               | -                   | -                   |
| 1952  | Enrico Platé              | Maserati Platé 2.0 L4           | P     | Harry Schell            | NU                                | -                                 | -                                 | NU                                | 17                                | -                                 | -                                 | -                                 | 0                | NS               | -                   | -                   |
| 1952  | Enrico Platé              | Maserati Platé 2.0 L4           | P     | Alberto Crespo          | -                                 | -                                 | -                                 | -                                 | -                                 | -                                 | -                                 | NZ                                | 0                | NS               | -                   | -                   |